# Santa Catarina Ixtahuacán
Santa Catarina Ixtahuacán («Santa Catarina»: en honor a su santa patrona Catalina de Alejandría; «Ixtahuacán»: del náhuatl, signifa «llanura para cultivar») es un municipio del departamento de Sololá de la región sur-occidente de la República de Guatemala.
Durante la época colonial fue parte del corregimiento de Totonicapán y después de la Independencia de Centroamérica en 1821, pasó a formar parte del departamento de Sololá/Suchitepéquez y estaba en el distrito de Sololá para la impartición de justicia.
En 1838 estuvo entre los poblados que formaron el Estado de Los Altos que se segregó del Estado de Guatemala por iniciativa de los criollos liberales de la región; pero el 1 de octubre de 1839 una revuelta en contra del impuesto indígena en el nuevo estado estalló en Santa Catarina Ixtahuacán y fue reprimida violentamente.  Los indígenas de la localidad, enardecidos, acudieron al gobierno conservador de Guatemala para quejarse, y recibieron el apoyo del hombre fuerte del régimen, el general mestizo Rafael Carrera.  Carrera recuperó el Estado de los Altos por la fuerza en 1840, y desde entonces este ha permanecido en Guatemala.
Después de la Revolución Liberal de 1871 ocurrida seis años después de la muerte del general Carrera, los liberales recuperaron el poder en Guatemala, y el 12 de agosto de 1872 separaron el extenso departamento de Sololá/Suchitepéquez creando el nuevo departamento de Quiché con los distritos de la Sierra y Quiché; por su parte, Santa Catarina Ixtahuacán pasó al departamento de Totonicapán.  Posteriormente, fue adjudicada definitivamente al departamento de Sololá en 1883.
En 1998, la cabecera municipal se vio severamente afectada por el huracán Mitch, obligando al traslado a la Nueva Santa Catarina Ixtahuacán; sin embargo, en 2005, la Tormenta Stan demostró la vulnerabilidad del nuevo asentamiento.

## Toponimia
Muchos de los nombres de los municipios y poblados de Guatemala constan de dos partes: el nombre del santo católico que se venera el día en que fueron fundados y una descripción con raíz náhuatl; esto se debe a que las tropas que invadieron la región en la década de 1520 al mando de Pedro de Alvarado estaban compuestas por soldados españoles y por indígenas tlaxcaltecas y cholultecas. En este caso, el nombre de Santa Catarina le fue conferido en honor a Santa Catalina de Alejandría mientras que «Ixtahuacán» proviene del idioma náhuatl, específicamente de los términos «can» que significa «lugar», «ua» que significa «posesivo calificativo de paraje», e «ixtli» que significa «vista», los cuales en conjunto quieren decir «Lugar de amplia vista»

## Divisíón política
El municipio cuenta con muchos centros poblados que se dividen entre la cabecera municipal y las aldeas que también se dividen en diferentes sectores. Cuenta con un total de diez aldeas, noventa y cinco caseríos y un paraje.  La distribución de los caseríos es la siguiente:
| Aldea                             | Caseríos |
| --------------------------------- | --- |
| Santa Catarina Ixtahuacán         | - Chuicutama - Pacutama I - Pacutama II - Xetinamit - Vista Hermosa - Pacorral I - Xeabaj I - Xeabaj II |
| Antigua Santa Catarina Ixtahuacán | - Chicorral - Chiriximay - Chuisibel - Nuevo Tzamchaj - Palomob - Paquisic - Xecalbal - Tzamchaj |
| Chirijox                          | - Chuaxajil - Comon Oj - Chuachabaj - Pakawex - Pala - Paximbal - Simatuj - Tzumajhui |
| Xepiacul                          | Panimaquim, Tzamjuyup y Pacaman |
| Tzamjuyup                         | Chajuap, Pasacuach, Xecaquixcan, Pasaquijuyup y Xolja |
| Tzucubal                          | Paquila |
| Chiquisis                         | Nuevo Chajuap, Nuevo Pacorral II y Pacorral II |
| Tzampoj                           | - Chuicumatza - Chuicumatza Sis - Nuevo Xolja - Chuigirondina - Chuiquila - Chisajcaba - Chuisamayac - La Unión - Pasis - Xolquila |
| Chui SantoTomás                   | - Chuimaza - Chuituj - Maxanija - Pacanal I Sector A - Pacanal I Sector B - Pacanal II - Paquip - Tzamabaj |
| La Ceiba                          | Chinima, Pasin y Tzanjuyub |
| Pacamaché                         | Chuacruz, Chuajil, Pajoca, Pasin y Xojolá |
| Guineales                         | - La Buena Esperanza - Chirijmazá - Chuachimup II - Chuachinup - El Cerrito - Chuiatzam - Chuicoza - Chuisacabaj - Las Palmas - Paculam - Palilic - Pasenyebá - Patzhé - San Miguelito - Xetulul - Chuamango - Chuicomo - Chuimajuyup - La Calera - Pachoj - Pacut - Paguiney - Patzaj - Puaj Aj - Xecuchin - Xoljuyub |

## Geografía física
El municipio de Santa Catarina Ixtahucán tiene una extensión territorial de 218 km².

### Clima
La cabecera municipal de Santa Catarina Ixtahuacán tiene clima templado; (Clasificación de Köppen: Cwb).
| Parámetros climáticos promedio de Santa Catarina Ixtahuacán | Parámetros climáticos promedio de Santa Catarina Ixtahuacán | Parámetros climáticos promedio de Santa Catarina Ixtahuacán | Parámetros climáticos promedio de Santa Catarina Ixtahuacán | Parámetros climáticos promedio de Santa Catarina Ixtahuacán | Parámetros climáticos promedio de Santa Catarina Ixtahuacán | Parámetros climáticos promedio de Santa Catarina Ixtahuacán | Parámetros climáticos promedio de Santa Catarina Ixtahuacán | Parámetros climáticos promedio de Santa Catarina Ixtahuacán | Parámetros climáticos promedio de Santa Catarina Ixtahuacán | Parámetros climáticos promedio de Santa Catarina Ixtahuacán | Parámetros climáticos promedio de Santa Catarina Ixtahuacán | Parámetros climáticos promedio de Santa Catarina Ixtahuacán | Parámetros climáticos promedio de Santa Catarina Ixtahuacán |
| Mes                                                         | Ene.                                                        | Feb.                                                        | Mar.                                                        | Abr.                                                        | May.                                                        | Jun.                                                        | Jul.                                                        | Ago.                                                        | Sep.                                                        | Oct.                                                        | Nov.                                                        | Dic.                                                        | Anual                                                       |
| ----------------------------------------------------------- | ----------------------------------------------------------- | ----------------------------------------------------------- | ----------------------------------------------------------- | ----------------------------------------------------------- | ----------------------------------------------------------- | ----------------------------------------------------------- | ----------------------------------------------------------- | ----------------------------------------------------------- | ----------------------------------------------------------- | ----------------------------------------------------------- | ----------------------------------------------------------- | ----------------------------------------------------------- | ----------------------------------------------------------- |
| Temp. máx. media (°C)                                       | 19.2                                                        | 20.1                                                        | 21.5                                                        | 22.6                                                        | 22.3                                                        | 20.9                                                        | 20.8                                                        | 21.3                                                        | 20.7                                                        | 20.2                                                        | 20.2                                                        | 19.4                                                        | 20.8                                                        |
| Temp. media (°C)                                            | 12.3                                                        | 12.9                                                        | 14.3                                                        | 15.9                                                        | 16.8                                                        | 16.3                                                        | 15.9                                                        | 15.8                                                        | 15.8                                                        | 15.2                                                        | 14.0                                                        | 12.9                                                        | 14.8                                                        |
| Temp. mín. media (°C)                                       | 5.4                                                         | 5.8                                                         | 7.1                                                         | 9.3                                                         | 11.4                                                        | 11.7                                                        | 11.1                                                        | 10.3                                                        | 10.9                                                        | 10.3                                                        | 7.9                                                         | 6.4                                                         | 9                                                           |
| Precipitación total (mm)                                    | 1                                                           | 3                                                           | 5                                                           | 26                                                          | 111                                                         | 211                                                         | 212                                                         | 197                                                         | 293                                                         | 135                                                         | 21                                                          | 1                                                           | 1216                                                        |
| Fuente: Climate-Data.org                                    |                                                             |                                                             |                                                             |                                                             |                                                             |                                                             |                                                             |                                                             |                                                             |                                                             |                                                             |                                                             |                                                             |

### Ubicación geográfica
Se encuentra a una distancia de 41 km de la cabecera departamental Sololá; sus colindancias son:
- Este: Santa Lucía Utatlán, Santa Clara La Laguna, Santa María Visitación y San Juan La Laguna, municipios del departamento de Sololá[13]
- Norte, oeste, noroeste y noreste: Nahualá, municipio del departamento de Sololá
- Sur: Chicacao, Santo Tomás La Unión, San Pablo Jocopilas, Samayac y San Francisco Zapotitlán, municipios del departamento de Suchitepéquez[13]

| Noroeste: Nahualá | Norte: Nahualá                                                                          | Nordeste: Nahualá                                                                         |
| Oeste: Nahualá    |                                                                                         | Este: Santa Lucía Utatlán Santa Clara La Laguna Santa María Visitación San Juan La Laguna |
|                   | Sur: Chicacao Santo Tomás La Unión San Pablo Jocopilas Samayac San Francisco Zapotitlán |                                                                                           |

## Gobierno municipal
Los municipios se encuentran regulados en diversas leyes de la República, que establecen su forma de organización, lo relativo a la conformación de sus órganos administrativos y los tributos destinados para los mismos.  Aunque se trata de entidades autónomas, se encuentran sujetos a la legislación nacional y las principales leyes que los rigen desde 1985 son:
| N.º | Ley                                                | Descripción |
| --- | -------------------------------------------------- | --- |
| 1   | Constitución Política de la República de Guatemala | Tiene una regulación legal específica para los municipios en los artículos 253 al 262. |
| 2   | Ley Electoral y de Partidos Políticos              | Ley de carácter constitucional aplicable a los municipios en el tema de la conformación de sus autoridades electas. |
| 3   | Código Municipal                                   | Decreto 12-2002 del Congreso de la República de Guatemala. Tiene la categoría de ley ordinaria y contiene preceptos generales aplicables a todos los municipios, e inclusive contiene legislación referente a la creación de los municipios.             |
| 4   | Ley de Servicio Municipal                          | Decreto 1-87 del Congreso de la República de Guatemala. Regula las relaciones entra la municipalidad y los servidores públicos en materia laboral. Tiene su base constitucional en el artículo 262 de la constitución que ordena la emisión de la misma. |
| 5   | Ley General de Descentralización                   | Decreto 14-2002 del Congreso de la República de Guatemala. Regula el deber constitucional del Estado, y por ende del municipio, de promover y aplicar la descentralización y desconcentración económica y administrativa.                                |

El gobierno de los municipios está a cargo de un Concejo Municipal mientras que el código municipal —ley ordinaria que contiene disposiciones que se aplican a todos los municipios— establece que «el concejo municipal es el órgano colegiado superior de deliberación y de decisión de los asuntos municipales […] y tiene su sede en la circunscripción de la cabecera municipal»; el artículo 33 del mencionado código establece que «[le] corresponde con exclusividad al concejo municipal el ejercicio del gobierno del municipio».
El concejo municipal se integra con el alcalde, los síndicos y concejales, electos directamente por sufragio universal y secreto para un período de cuatro años, pudiendo ser reelectos.
Existen también las Alcaldías Auxiliares, los Comités Comunitarios de Desarrollo (COCODE), el Comité Municipal del Desarrollo (COMUDE), las asociaciones culturales y las comisiones de trabajo. Los alcaldes auxiliares son elegidos por las comunidades de acuerdo a sus principios y tradiciones, y se reúnen con el alcalde municipal el primer domingo de cada mes, mientras que los Comités Comunitarios de Desarrollo y el Comité Municipal de Desarrollo organizan y facilitan la participación de las comunidades priorizando necesidades y problemas.
Los alcaldes que ha habido en el municipio son:
- 2012-2016: Macario Tambriz Xocol[16]
- 2016-2020: Pascual Tambriz Tzep[2]

## Historia
Los primeros pobladores que habitaron en el municipio fueron procedentes del poblado de San Carlos Sija del departamento de Quetzaltenango. Los pobladores existieron en el siglo vi, aproximadamente en los años 500 a 600 d. C, y eran del grupo étnico k'ich'e.
Las personas tuvieron que establecerse en varios lugares hasta que en el siglo xvii llegaron al territorio actual de Santa Catarina Ixtahuacán y fundaron el poblado en el año 1600. Posiblemente haya sido categorizada el 1 de marzo de 1777 formando parte del corregimiento de Totonicapán.

### Tras la Independencia de Centroamérica
La región de Atitlán fue uno de los distritos originales del Estado de Guatemala cuando éste fue creado oficialmente en 1825 y pertenecía al departamento de Sololá/Suchitepéquez. En ese año, la Asamblea Legislativa del Estado también dividió al Estado de Guatemala en once distritos para la impartición de justicia, y Santa Catarina Istaguacán —como se le llamaba entonces— fue parte del circuito de Sololá en el Distrito N.º7 (Sololá), el cual incluía también a Concepción, Panajachel, Santa Catarina Palopó, San Antonio Palopó, San Jorge, San Andrés Semetabaj, Santa Lucía Utatlán, Santa Cruz y Argueta.

### El efímero Estado de Los Altos

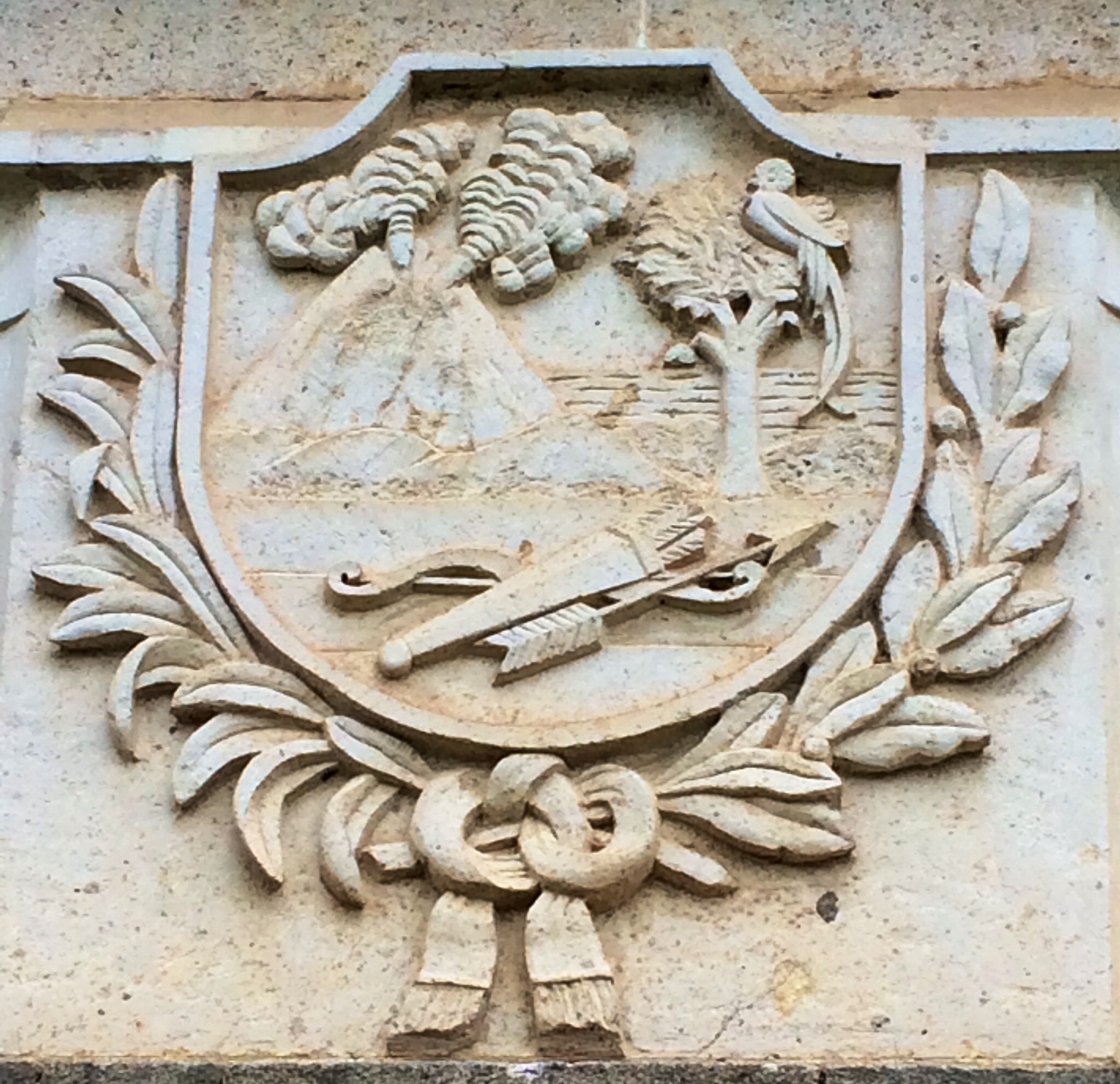
Escudo del Estado de los Altos

A partir dl 3 de abril de 1838, Santa Catarina Ixtahuacán fue parte de la región que formó el efímero Estado de Los Altos, el cual fue autorizado por el Congreso de la República Federal de Centro América el 25 de diciembre de ese año forzando a que el Estado de Guatemala se reorganizara en siete departamentos y dos distritos independientes el 12 de septiembre de 1839:
- Departamentos: Chimaltenango, Chiquimula, Escuintla, Guatemala, Mita, Sacatepéquez, y Verapaz
- Distritos: Izabal y Petén[20]

Los criollos de la región occidental de la actual Guatemala habían mostrado intenciones de obtener mayor autonomía con respecto a las autoridades de la ciudad de Guatemala desde la época colonial, pues consideraban que los criollos capitalinos, que tenían el monopolio comercial con España, no les daban un trato justo. Así, su representante en las Cortes de Cádiz había solicitado la creación de una intendencia en Los Altos, gobernada por autoridades propias, pero la Independencia de Centroamérica canceló esta posibilidad, aunque el separatismo de los altenses perduró. Tras la disolución del Primer Imperio Mexicano y la consecuente separación de las Provincias Unidas del Centro de América, Los Altos continuó buscando su separación de Guatemala. Hubo dos condiciones que fueron favorables a las pretensiones de la élite criolla altense: la creación de un marco legal en la constitución centroamericana para la formación de nuevos estados dentro del territorio de la república y la llegada al gobierno de los federalistas liberales, encabezados por Francisco Morazán.  El área de Los Altos estaba poblada mayoritariamente por indígenas, quienes habían mantenido sus tradiciones ancestrales y sus tierras en el frío altiplano del oeste guatemalteco. Durante toda la época colonial habían existido revueltas en contra del gobierno español. Luego de la independencia, los mestizos y criollos locales favorecieron al partido liberal, en tanto que la mayoría indígena era partidaria de la Iglesia Católica y, por ende, conservadora.
Pero las revueltas indígenas en el Estado de Los Altos fueron constantes por el maltrato de los criollos liberales y alcanzaron su punto crítico el 1.º de octubre de 1839, cuando hubo una sublevación en Santa Catarina Ixtahuacán, Sololá, por el incremento del impuesto indígena. Cuando tropas altenses reprimieron la sublevación y mataron a cuarenta vecinos, los indígenas encolerizados acudieron al caudillo conservador Rafael Carrera, en busca de protección; se dice que uno de ellos llevó la cabeza de su hijo muerto como prueba de la tiranía del jefe de Estado Molina. Por otra parte, en octubre de 1839 la tensión comercial entre Guatemala y Los Altos dio paso a movimientos militares; hubo rumores de que el general Agustín Guzmán —militar mexicano que estaba al mando de las Fuerzas Armadas de Los Altos— estaba organizando un ejército en Sololá con la intención de invadir Guatemala, lo que puso a ésta en máxima alerta.
Tras algunas escaramuzas, los ejércitos se enfrentaron en Sololá el 25 de enero de 1840; Carrera venció a las fuerzas del general Agustín Guzmán e incluso apresó a éste mientras que el general Doroteo Monterrosa venció a las fuerzas altenses del coronel Antonio Corzo el 28 de enero.  El gobierno quetzalteco colapsó entonces, pues aparte de las derrotas militares, los poblados indígenas abrazaron la causa conservadora de inmediato; al entrar a Quetzaltenango al frente de dos mil hombres, Carrera fue recibido por una gran multitud que lo saludaba como su «libertador».
Carrera impuso un régimen duro y hostil para los liberales altenses, pero bondadoso para los indígenas de la región —derogando el impuesto personal— y para los eclesiásticos restituyendo los privilegios de la religión católica; llamando a todos los miembros del cabildo criollo les dijo tajantemente que se portaba bondadoso con ellos por ser la primera vez que lo desafiaban, pero que no tendría piedad si había una segunda vez. El general Guzmán, y el jefe del Estado de Los Altos, Marcelo Molina, fueron enviados a la capital de Guatemala, en donde fueron exhibidos como trofeos de guerra durante un destile triunfal el 17 de febrero de 1840; en el caso de Guzmán, engrilletado, con heridas aún sangrantes, y montado en una mula. El 26 de febrero de 1840 el gobierno de Guatemala colocó a Los Altos bajo su autoridad y el 13 de agosto nombró al corregidor de la región, el cual servía también como comandante general del ejército y superintendente.

### Tras la Reforma Liberal de 1871
Luego de la Reforma Liberal de 1871, el gobierno de facto del presidente provisiorio Miguel García Granados dispuso crear el departamento de Quiché para mejorar la administración territorial de la República dada la enorme extensión del territorio de los departamentos de Totonicapán/Huehuetenango y de Sololá/Suchitepéquez. De esta cuenta, el 12 de agosto de 1872 el departamento de Sololá/Suchitepéuez perdió sus distritos de Suchitepéquez, de la Sierra y de Quiché y por ello Santa Catarina Ixtahuacán pasó al departamento de Totonicapán, junto con Totonicapam, San Cristóbal, San Andrés Xecul, San Francisco El Alto, San Carlos Sija, San Antonio Sija, San Bartolo Agua Caliente, Calel, Momostenango, Santa María Chiquimula, San Antonio Ilotenango, Nagualá y Santo Tomás Perdido, en la costa de Suchitepéquez.

### Anexión a Sololá
A partir del año de 1883 forma parte del departamento de Sololá.

### Tras el Huracán Mitch: Nueva Santa Catarina Ixtahuacán

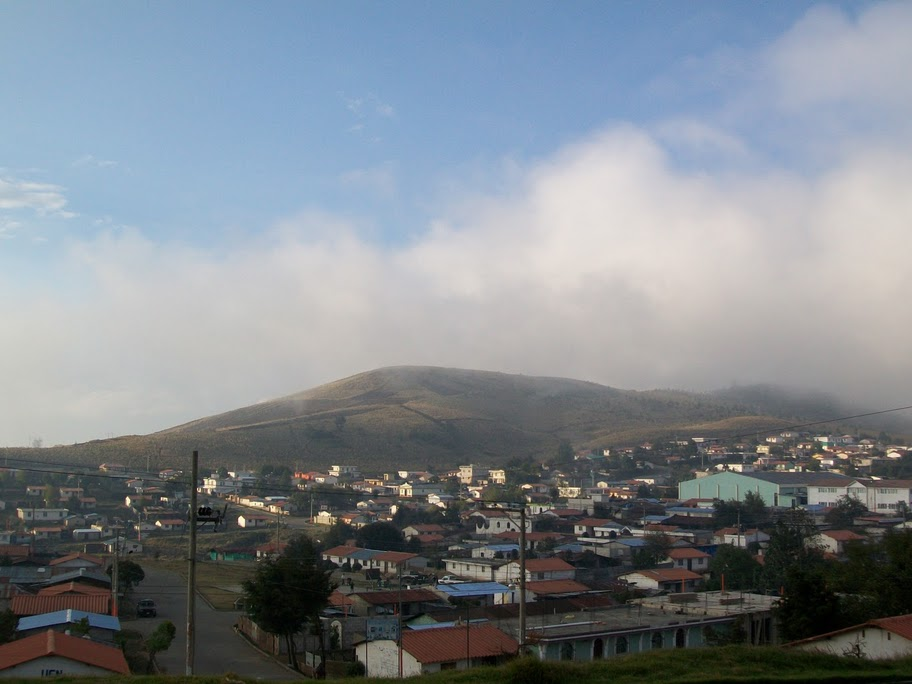
Nueva Santa Catarina Ixtahuacán, fundada en 2000 en la Cumbre de Alaska luego de que el huracán Mitch destruyera el poblado original.

El 2 de noviembre de 1998 el huracán Mitch causó varios desastres en toda Guatemala; el municipio de Santa Catarina Ixtahuacán fue uno de los más afectados, ya que después de las fuertes lluvias y fuertes vientos varias familias tuvieron que trasladarse a un lugar diferente ya que las casas en donde vivían fueron muy maltratadas y otros derrumbadas totalmente. De acuerdo a los geólogos que investigaron el lugar, declararon que el territorio es un lugar de alto riesgo y debido a eso se tuvieron que trasladarse a otro lugar.[cita requerida]
Los pobladores se establecieron en un lugar llamado «Chwipatan», también llamado «Cumbre de Alaska» el 11 de enero de 2000. Actualmente se localizan en ese lugar y fue llamado «Nueva Santa Catarina Ixtahuacán». Después de eso han existido tanto «Nueva Santa Catarina Ixtahuacán» como «Antigua Santa Catarina Ixtahuacán». A pesar del traslado, aún es un lugar muy riesgoso; los embates del huracán Stan en 2005 destruyendo varios cultivos y afectaron considerablemente a los pobladores.